# Takatāpui
Takatāpui (também escrito takataapui) é a palavra maori que significa um parceiro dedicado do mesmo sexo. Na terminologia moderna, uma pessoa que se identifica como takatāpui é um indivíduo maori que é gay, lésbica, bissexual ou transgênero (LGBT). Takatāpui é usado hoje em dia em resposta à construção ocidental de "sexualidade, gênero e expressões identitárias correspondentes" (identidade de gênero e identidade sexual), embora os identificadores de gênero maori (wāhine, tāne, kaharua e ki) e os papéis de gênero (protocolo marae, guerra), delinearam os modos masculino e feminino de se vestir e a colocação de Tā moko, existiam antes e fora da influência ocidental. O termo abrange não apenas aspectos da sexualidade, mas também identidade cultural. Takatāpui incorpora um senso de identidade indígena e comunica orientação sexual; tornou-se um termo genérico para criar solidariedade entre as minorias de sexualidade e gênero nas comunidades maori.
Takatāpui não é um termo novo, mas a sua aplicação é recente. O dicionário da língua maori - compilado pela primeira vez pelo missionário Herbert Williams em 1832 - observa a definição como "companheiro íntimo do mesmo sexo". Após um longo período de desuso, houve um ressurgimento, desde os anos 80, de um rótulo para descrever um indivíduo que é maori e não heterossexual. A palavra takatāpui foi encontrada na Nova Zelândia pré-colonial para descrever as relações entre pessoas do mesmo sexo. A existência desta palavra repudia o argumento conservador maori de que a homossexualidade não existia na sociedade maori antes da chegada dos europeus.

## Hinemoa and Tūtānekai
O relato completo clássico e mais antigo das origens dos deuses e dos primeiros seres humanos está contido em um manuscrito intitulado Nga Tama a Rangi (Os Filhos do Céu), escrito em 1849 por Te Rangikāheke, da tribo Ngāti Rangiwewehi, de Rotorua, na Nova Zelândia. O manuscrito "fornece um relato claro e sistemático das crenças religiosas Māori e das crenças sobre a origem de muitos fenômenos naturais, a criação da mulher, a origem da morte e a pesca de terras. Nenhuma outra versão deste mito é apresentada de forma tão conectada e sistemática, mas todos os relatos antigos, de qualquer área ou tribo, confirmam a validade geral da versão Rangikāheke. Começa da seguinte forma:
"Meus amigos, ouçam-me. O povo Māori provém de uma única fonte, a saber, o Grande-céu-que-está-acima, e a Terra-que-fica-abaixo. De acordo com os europeus, Deus fez o céu e a terra e todas as coisas. De acordo com os Māori, o Céu (Rangi) e a Terra (Papa) são eles próprios a fonte'" (Biggs, 1966:448).
Uma das grandes histórias de amor do mundo Māori é a lenda de Hinemoa e Tūtānekai, que é recontada em canções, filmes, teatro cultural e dança. Hinemoa desafia sua família para reivindicar Tūtānekai, seu "desejo do coração" - o filho amoroso da esposa de um chefe que não era da mesma classe social.
Ao ler a versão original de Te Rangikāheke em Māori, Ngahuia Te Awekotuku descobriu que Tūtānekai tinha um amigo homem, hoa takatāpui, chamado Tiki, e Tūtānekai "não ficou nem de longe tão impressionado com Hinemoa quanto a narrativa romântica vitoriana havia interpretado". Depois que Tūtānekai se uniu a Hinemoa, Tiki ficou triste pela perda de seu hoa takatāpui. Tūtānekai também ficou triste e arranjou que sua irmã mais nova se casasse com Tiki para consolá-lo.
Embora ninguém possa dizer que Tūtānekai e Tiki estavam sexualmente envolvidos, seu relacionamento foi aceito como algo além de amizade. A história ilustra o conceito de que takatāpui na vida tradicional Māori não era exatamente a mesma que as construções contemporâneas da homossexualidade nas sociedades ocidentais.

## Usos
Um dos primeiros usos contemporâneos da palavra takatāpui estava em um relatório para a Comissão de Saúde Pública, escrito por Herewini e Sheridan (1994), que usou o termo para abranger homens gays Māori, bem como homens que fazem sexo com homens, mas que não se identificam como gays. O uso histórico do termo pode não corresponder à compreensão contemporânea das identidades LGBT, enquanto as informações sobre sexualidade não-heterossexual e variações de papéis de gênero como os entendemos hoje foram substancialmente erradicadas pela moralidade vitoriana trazida por colonizadores e missionários cristãos.
Embora circunstancial, ainda há algumas evidências de que os takatāpui viviam sem discriminação nos tempos pré-europeus. Algumas pessoas LGBT Māori contemporâneas usam os termos gay e lésbica por conveniência, enquanto outras se autoidentificam como takatāpui para resistir à colonização das suas identidades e corpos, já que "negaria o acesso a importantes conhecimentos ancestrais". Alguns usam ambos os termos dependendo do contexto.
Usar takatāpui para autoidentificar-se requer a aceitação de si mesmo como Māori e como uma pessoa LGBT. Cerca de um quinto dos Māori são jovens, mas o sistema de educação estatal não prevê explicitamente a exploração de múltiplas identidades. Os papéis espirituais e sociais tradicionais que os takatāpui desempenharam nas sociedades históricas Māori não são facilmente incorporadas nos planos de ensino e, apesar de que foi realizado no Ministério da Educação no mandato de 2002, continua a existir uma "ausência total de currículos de sexualidade culturalmente apropriados nas escolas para os Māori".

Derivados de takatāpui incluem takatāpui kaharua para bissexual, takatāpui wahine para lésbicas e takatāpui wahine ki tāne ou takatāpui tāne ki wahine para homens trans ou mulheres trans. Takatāpui serve como um termo genérico para todas essas identidades.